# Mare Dibaba
Mare Dibaba Hurrsa (Shoa, 20 ottobre 1989) è una maratoneta etiope, campionessa mondiale della distanza e medaglia di bronzo ai Giochi olimpici di Rio de Janeiro 2016.

## Palmarès
| Anno | Manifestazione     | Sede           | Evento         | Risultato | Prestazione | Note                                     |
| ---- | ------------------ | -------------- | -------------- | --------- | ----------- | ---------------------------------------- |
| 2011 | Giochi panafricani | Maputo         | Mezza maratona | Oro       | 1h10'47"    | Record dei Giochi                        |
| 2012 | Giochi olimpici    | Londra         | Maratona       | 22ª       | 2h28'48"    |                                          |
| 2015 | Mondiali           | Pechino        | Maratona       | Oro       | 2h27'35"    |                                          |
| 2016 | Giochi olimpici    | Rio de Janeiro | Maratona       | Bronzo    | 2h24'30"    |                                          |
| 2017 | Mondiali           | Londra         | Maratona       | 8ª        | 2h28'49"    | Miglior prestazione personale stagionale |

## Altre competizioni internazionali
2008
- 8ª alla Mezza maratona di Delhi ( Nuova Delhi) - 1h10'28"
- Argento alla Mezza maratona di Udine ( Udine) - 1h10'32"
- Oro alla Mezza maratona di Varsavia ( Varsavia) - 1h11'24"
- Oro alla Mezza maratona di Beirut ( Beirut) - 1h15'41"
- 6ª alla Great Ethiopian Run ( Addis Abeba) - 34'33"

2009
- 8ª alla Mezza maratona di Delhi ( Nuova Delhi) - 1h08'45"
- Oro alla 15 km di Istanbul ( Istanbul) - 50'56"

2010
- 5ª alla Maratona di Francoforte ( Francoforte sul Meno) - 2h25'27"
- Bronzo alla Maratona di Roma ( Roma) - 2h25'38"
- 7ª alla Mezza maratona di Abu Dhabi ( Abu Dhabi) - 1h09'38"
- Oro alla Mezza maratona di Parkersburg ( Parkersburg) - 1h10'20"
- Oro alla Mezza maratona di Rabat ( Rabat) - 1h11'10"
- 13° alla World 10K Bangalore ( Bangalore) - 33'59"

2011
- Argento alla Maratona di Toronto ( Toronto) - 2h23'25"
- Bronzo alla Maratona di Los Angeles ( Los Angeles) - 2h30'25"
- 6ª alla Mezza maratona di Delhi ( Nuova Delhi) - 1h08'58"
- Oro alla Mezza maratona di Yangzhou ( Yangzhou) - 1h09'41"
- Argento alla Mezza maratona di Bogotá ( Bogotà) - 1h13'54"
- 10ª alla World 10K Bangalore ( Bangalore) - 33'43"

2012
- Bronzo alla Maratona di Dubai ( Dubai) - 2h19'52"
- Argento alla Mezza maratona di Filadelfia ( Filadelfia) - 1h07'44"

2014
- Argento alla Maratona di Boston ( Boston) - 2h20'35"
- Oro alla Maratona di Chicago ( Chicago) - 2h25'37"
- Oro alla Maratona di Xiamen ( Xiamen) - 2h21'36"
- Oro alla Mezza maratona di Bogotá ( Bogotà) - 1h15'34"

2015
- Argento alla Maratona di Boston ( Boston) - 2h24'59"
- Oro alla Maratona di Xiamen ( Xiamen) - 2h19'32"

2016
- 6ª alla Maratona di Londra ( Londra) - 2h24'09"
- Bronzo alla Mezza maratona di Houston ( Houston) - 1h07'55"

2017
- Oro alla Mezza maratona di Lisbona ( Lisbona) - 1h09'43"

2018
- 7ª alla Maratona di Londra ( Londra) - 2h27'45"
- 11ª alla Maratona di Francoforte ( Francoforte sul Meno) - 2h25'24"
- Oro alla Mezza maratona di Glasgow ( Glasgow) - 1h09'15"

2019
- Argento alla Maratona di Berlino ( Berlino) - 2h20'21"
- 4ª alla Mezza maratona di Bogotá ( Bogotà) - 1h16'03"